# Bisetocreagris juanxuae
Espèce
Bisetocreagris juanxuae est une espèce de pseudoscorpions de la famille des Neobisiidae.

## Distribution
Cette espèce est endémique du Sichuan en Chine. Elle se rencontre dans la grotte Dao dans le xian de Xingwen.

## Description
La femelle holotype mesure 5,3 mm et le mâle paratype 5,0 mm.

## Étymologie
Cette espèce est nommée en l'honneur de Ju-an Xu

## Publication originale
- Mahnert & Li, 2016 : Cave-inhabiting Neobisiidae (Arachnida: Pseudoscorpiones) from China, with description of four new species of Bisetocreagris Curcic. Revue Suisse de Zoologie, vol. 123, no 2, p. 259-268.